# Баранов, Константин Викторович
Константи́н Ви́кторович Бара́нов (18 ноября 1965, Магдебург — 22 апреля 2015, Москва) — российский государственный деятель, заместитель префекта Западного административного округа города Москва. Исполняющий полномочия Городского Главы города Калуга.

## Биография
С июня 2008 по июнь 2011 года первый заместитель префекта Западного административного округа города Москва.
В 2013 году министр строительства и ЖКХ Калужской области.
С октября 2013 по 22 апреля 2015 года — и.о. городского головы Калуги.

## Образование
- Московское высшее командное училище имени Верховного Совета РСФСР.
- Российская академия госслужбы при президенте РФ.
- Кандидат химических наук[1].

## Смерть
Умер 22 апреля 2015 года на Ленинском проспекте в Москве, находясь на пассажирском сиденье служебного автомобиля. Предположительно инфаркт.